# Nisís Tsaroúkhi
Nisís Tsaroúkhi är en ö i Grekland.   Den ligger i regionen Grekiska fastlandet, i den centrala delen av landet, 100 km väster om huvudstaden Aten.